# Бурачок дрібний
Бурачок дрібний (лат. Alyssum minutum) — вид рослин роду бурачок родини капустяних (Brassicaceae).

## Поширення
В Україні поширений часто на Півдні та у Криму, рідше у лісостеповій зоні. Росте на кам'янистих місцях, на оголеннях граніту, сланців, вапняку, на пісках.